# Линдвалл, Анджела
Анджела Линдвалл (англ. Angela Lindvall, 14 января 1979, Мидуэст-Сити, штат Оклахома, США) — американская топ-модель и актриса.

## Биография
Анджела Линдвалл родилась в городе Мидуэст-Сити, штат Оклахома, США. Её отец — Рэндал Линдвалл по профессии фармацевт, а мать — Лора Рэсдал — физиотерапевт. У Анджелы была младшая сестра Одри, также модель, которая погибла в автокатастрофе в 2006 году.

## Карьера
- Появлялась на обложках самых известных глянцевых журналов, включая Vogue, Harper's Bazaar, Numero, I-D, Marie Claire и ELLE.
- Работала на подиуме для Armani, Roberto Cavalli, Prada, Marc Jacobs, Donna Karan, Ralph Lauren, Oscar de la Renta, Michael Kors, Calvin Klein, Gucci, Valentino и др.
- Принимала участие в рекламных кампаниях таких брендов, как Louis Vuitton, Christian Dior, Chanel, Prada, Fendi, Versace, GAP, Calvin Klein, Tommy Hilfiger, Jil Sander, Versace, Jimmy Choo, Iceberg, DKNY, Chloe, Hermes, Valentino и H&M[3].
- Снималась для Sports Illustrated Swimsuit Issue.
- В 2007 году стала официальным «лицом» компании Zara[4].
- Принимала участие в показах фирмы Victoria's Secret в 2000, 2003, 2005, 2006, 2007 и 2008 годах[5].

## Личная жизнь
- Вышла замуж за профессионального ныряльщика из Южно-Африканской Республики Уильяма Эдвардса в 2002 году и развелась в 2006 году.
- Воспитывает двоих сыновей: Уильяма Дакоту и Себастьяна[6].

## Фильмография
- 2001 — Агент «Стрекоза» / CQ
- 2005 — Поцелуй навылет / Kiss Kiss, Bang Bang
- 2009 — Murder World
- 2012 — Безвыходная ситуация / Лиза, стюардесса

Также снялась в одной серии детективного телесериала «Гавайи 5.0» в роли Джордан.